# Halowe Mistrzostwa Europy w Lekkoatletyce 1986 – bieg na 400 m mężczyzn
Bieg na 400 metrów mężczyzn – jedna z konkurencji biegowych rozgrywanych podczas halowych lekkoatletycznych mistrzostw Europy w hali Palacio de Deportes w Madrycie. Eliminacje i półfinały zostały rozegrane 22 lutego, a bieg finałowy 23 lutego 1986. Zwyciężył reprezentant Niemieckiej Republiki Demokratycznej Thomas Schönlebe. Tytułu zdobytego na poprzednich mistrzostwach nie bronił Todd Bennett z Wielkiej Brytanii.

## Rezultaty

### Eliminacje
Rozegrano 5 biegów eliminacyjnych, do których przystąpiło 17 biegaczy. Awans do półfinałów dawało zajęcie pierwszego miejsc w swoim biegu (Q). Skład półfinałów uzupełniło trzech zawodników z najlepszym czasem wśród przegranych (q).
Opracowano na podstawie materiału źródłowego.
Bieg 1
| Miejsce | Zawodnik           | Czas  | Uwagi |
| ------- | ------------------ | ----- | ----- |
| 1       | Thomas Schönlebe   | 47,59 | Q     |
| 2       | Steve Heard        | 47,64 | q     |
| 3       | Momcził Charizanow | 48,06 |       |

Bieg 2
| Miejsce | Zawodnik          | Czas  | Uwagi |
| ------- | ----------------- | ----- | ----- |
| 1       | Mathias Schersing | 47,92 | Q     |
| 2       | Brian Whittle     | 48,04 |       |
| 3       | Ángel Heras       | 48,22 |       |
| 4       | Jindřich Roun     | 49,58 |       |

Bieg 3
| Miejsce | Zawodnik            | Czas  | Uwagi |
| ------- | ------------------- | ----- | ----- |
| 1       | José Alonso         | 47,95 | Q     |
| 2       | Thomas Futterknecht | 48,07 |       |
| 3       | Władimir Kryłow     | 48,35 |       |

Bieg 4
| Miejsce | Zawodnik         | Czas  | Uwagi |
| ------- | ---------------- | ----- | ----- |
| 1       | Arjen Visserman  | 47,43 | Q     |
| 2       | Ismail Mačev     | 47,62 | q     |
| 3       | Klaus Just       | 48,02 | q     |
| –       | Dymityr Rangełow | DNF   |       |

Bieg 5
| Miejsce | Zawodnik       | Czas  | Uwagi |
| ------- | -------------- | ----- | ----- |
| 1       | Andreas Rapek  | 48,75 |       |
| 2       | Jürgen Koffler | 48,83 |       |
| 3       | Timo Kiviniemi | 49,21 |       |

### Półfinały
Rozegrano 2 biegi półfinałowe, w których wystartowało 8 biegaczy. Awans do finału dawało zajęcie jednego z dwóch pierwszych miejsc w swoim biegu (Q).
Opracowano na podstawie materiału źródłowego.
Bieg 1
| Miejsce | Zawodnik          | Czas  | Uwagi |
| ------- | ----------------- | ----- | ----- |
| 1       | Mathias Schersing | 47,75 | Q     |
| 2       | Arjen Visserman   | 47,79 | Q     |
| 3       | Steve Heard       | 47,81 |       |
| 4       | Andreas Rapek     | 49,29 |       |

Bieg 2
| Miejsce | Zawodnik         | Czas  | Uwagi |
| ------- | ---------------- | ----- | ----- |
| 1       | Thomas Schönlebe | 47,62 | Q     |
| 2       | José Alonso      | 47,75 | Q     |
| 3       | Ismail Mačev     | 47,78 |       |
| –       | Klaus Just       | DNF   |       |

### Finał
Opracowano na podstawie materiału źródłowego.
| Miejsce | Zawodnik          | Czas  |
| ------- | ----------------- | ----- |
| 1       | Thomas Schönlebe  | 46,97 |
| 2       | José Alonso       | 47,12 |
| 3       | Mathias Schersing | 47,59 |
| 4       | Arjen Visserman   | 47,69 |